# Straußfurt
Straußfurt es un municipio situado en el distrito de Sömmerda, en el estado federado de Turingia (Alemania). Tiene una población estimada, a fines de 2022, de  2094 habitantes.
Forma parte de la mancomunidad de municipios (en alemán, verwaltungsgemeinschaft) de Straußfurt.
Está ubicado al norte de las ciudades de Erfurt —la capital del estado— y Weimar, y a poca distancia al oeste de la frontera con el estado de Sajonia-Anhalt.